# Onegai ☆ Twins
Onegai ☆ Twins (おねがい☆ツインズ) hay Onegai Twins! là một tựa anime của Nhật Bản được viết kịch bản bởi Kuroda Yousuke và thực hiện bởi Bandai Visual, sau đó nó được chuyển thể thành light novel và một tập tankōbon. Nội dung cốt truyện xoay quanh cuộc sống của ba học sinh trung học sống cùng nhau, một trong hai nhân vật nữ có quan hệ huyết thống với người còn lại nhưng không chắc là ai vì chỉ còn một bức ảnh cũ. Bộ anime này là spin-off tiếp theo bộ anime Onegai Teacher!. Nó được phát sóng lần đầu tiên trên kênh truyền hình vệ tinh WOWOW từ ngày 15 tháng 7 đến ngày 14 tháng 10 năm 2003, nó có 13 tập gồm 12 tập thường và 1 tập OVA phát hành trong DVD ngày 23 tháng 4 năm 2004.
Onegai ☆ Twins được chuyển thể thành light novel năm 2004 gồm 2 tập. Nó cũng chuyển thể thành manga và đăng trên tạp chí truyện tranh của MediaWorks là Dengeki Daioh được vẽ bởi Akikan, sau đó phát hành thành một tankōbon.

## Tổng quan

### Nhân vật

#### Lớp học năm đầu
Kamishiro Maiku (神城 麻郁, かみしろ まいく)
Lồng tiếng bởi: Namikawa Daisuke
Miyafuji Miina (宮藤 深衣奈, みやふじ みいな)
Lồng tiếng bởi: Nakahara Mai
Onodera Karen (小野寺 樺恋, おのでら かれん)
Lồng tiếng bởi: Shimizu Ai
Shimazaki Kousei (島崎 康生, しまざき こうせい)
Lồng tiếng bởi: Suzumura Kenichi
Shidō Haruko (四道 晴子, しどう はるこ)
Lồng tiếng bởi: Shintani Ryōko
Sagawa Akina (佐川 秋那, さがわ あきな)
Lồng tiếng bởi: Asano Masumi
Mashita Futaba (真下 双葉, ました ふたば)
Lồng tiếng bởi: Sakuma Kumi

#### Lớp học năm hai
Oribe Tsubaki (織部 椿, おりべ つばき)
Lồng tiếng bởi: Neya Michiko

#### Lớp học năm ba
Kusanagi Kei (草薙 桂, くさなぎ けい)
Lồng tiếng bởi: Hoshi Soichiro
Morino Ichigo (森野 苺, もりの いちご)
Lồng tiếng bởi: Tamura Yukari
Shidō Matagu (四道 跨, しどう またぐ)
Lồng tiếng bởi: Miura Hiroaki

#### Khác
Kazami Mizuho (風見 みずほ, かざみ みずほ)
Lồng tiếng bởi: Inoue Kikuko
Marie (まりえ)
Lồng tiếng bởi: Kaneda Tomoko
Yashiro Yuuka (社 裕香, やしろ ゆうか)
Lồng tiếng bởi: Sawashiro Miyuki
Kikuchi Hiromi (菊池 浩美, きくち ひろみ)
Lồng tiếng bởi: Shindō Naomi
Herikawa Koishi (縁川 小石, へりかわ こいし)
Lồng tiếng bởi: Kawasumi Ayako
Magumo Hyosuke (間雲 漂介, まぐも ひょうすけ)
Lồng tiếng bởi: Iwata Mitsuo
Misumi Kaede (水澄 楓, みすみ かえで)
Lồng tiếng bởi: Ohara Sayaka
Yamada Masami (山田 正臣, やまだ まさおみ)
Lồng tiếng bởi: Kaneda Tomoko
Natchan (なっちゃん)
Lồng tiếng bởi: Nishimura Chinami

## Các phương tiện truyền thông

### Anime
Onegai ☆ Twins được viết kịch bản bởi Kuroda Yousuke và thực hiện bởi Bandai Visual, Studio Orphee và Daume. Bộ anime được phát sóng lần đầu tiên trên kênh truyền hình vệ tinh WOWOW từ ngày 15 tháng 7 đến ngày 14 tháng 10 năm 2003 với 13 tập gồm 12 tập thường và 1 tập OVA phát hành trong DVD ngày 23 tháng 4 năm 2004. Bandai Entertainment đã đăng ký bản quyền phát hành bộ anime này tại thị trường Bắc Mỹ, Madman Entertainment đăng ký tại Úc và New Zealand, Mabell đăng ký tại Pháp còn Proware Multimedia International đăng ký tại Đài Loan.

### Light novel
Bộ anime cũng đã được chuyển thể thành light novel viết bởi Zappa Gō và minh họa bởi Uon Taraku và Gōda Hiroaki. Tác phẩm được phát hành tại Nhật Bản bởi MediaWorks năm 2004. Sau đó ComicsOne đã đăng ký bản quyền phát hành tại Bắc Mỹ và đã phát hành thành hai tập năm 2005.
Light novel có thêm vài sự kiện không xuất hiện trong anime và lượt bỏ một số sự kiện khác. Cho dù cốt truyện giữ nguyên thì vẫn có một sự khác biệt lớn: thân phận của người em gái của Maiku hoàn toàn khác anime.

### Manga
Bộ anime này đã được chuyển thành manga được vẽ bởi Akikan và đang trên tạp chí truyện tranh Dengeki Daioh của MediaWorks năm 2005 sau đó phát hành thành một tankōbon. ComicsOne đã đăng ký bản quyền phát hành phiên bản tiếng Anh tại thị trường Bắc Mỹ năm 2006 còn JBC thì đăng ký tại Brazil. Trong manga có giới thiệu thêm một nhân vật mới là Miasa Hanna người đã phân tích bức ảnh cũng như thân thế và mối quan hệ gắn bó của Maiku, Miina và Karen.

### Radio drama
Một chương trình radio trên internet có tên Onegai☆Twins Mizuho Sensei to Hachimitsu Twins (おねがい☆ツインズ みずほ先生とはちみつ ツインズ) do hai nhân vật Miyafuji Miina và Onodera Karen dẫn chương trình đã được thực hiện và phát sóng từ ngày 02 tháng 7 năm 2003 đến ngày 28 tháng 3 năm 2004 trên đài Gokuraku! Moemoe station (ゴクラク!もえもえステーション). Các drama CD sau đó đã được phát hành thành 3 đĩa đính kèm theo một số chương trình chưa từng được phát sóng.
Ngoài ra còn một radio drama ngoại truyện có tên Onegai☆Twins Gaiden Drama Another Story Vol. 1 Onegai☆Friends (おねがい☆ツインズ』外伝ドラマアナザーストーリー Vol.1 おねがい☆フレンズ) với các nhân vật Maiku, Yamada-sensei, Karen, Miina, Haruko, Akina Sagawa, Mashita Futaba và Shinohara Harumi. Nói về một mối tình tay ba khi một cô gái yêu một anh chàng trong khi anh chàng đang yêu một cô gái khác.

### Âm nhạc
Bộ anime có hai bài hát chủ đề, một mở đầu và một kết thúc. Bài hát mở đầu có tựa Second Flight do KOTOKO và Sato Hiromi trình bày, bài hát kết thúc có tựa Asu e no Namida (明日への涙) do Kawada Mami trình bày, đĩa đơn chứa hai bài hát đã phát hành vào ngày 24 tháng 7 năm 2003. Album chứa các bài hát do các nhân vật trình bày đã phát hành vào ngày 27 tháng 8 năm 2003. Album chứa các bản nhạc dùng trong bộ anime đã phát hành vào ngày 23 tháng 2 năm 2005. Album chứa các bài hát phụ dùng trong bộ anime đã phát hành vào ngày 26 tháng 12 năm 2003. Đĩa đơn chứa bài hát chủ đề của chương trình radio đã phát hành vào ngày 27 tháng 11 năm 2003. Một bộ tổng hợp tất cả các album và đĩa đơn các bản nhạc trong bộ anime cũng như đính kèm thêm các drama CD có tên TRIFOGLIO CD BOX đã phát hành vào ngày 22 tháng 8 năm 2007.
| Second Flight    | Second Flight                                      | Second Flight |
| STT              | Nhan đề                                            | Thời lượng    |
| ---------------- | -------------------------------------------------- | ------------- |
| 1.               | "Second Flight"                                    | 5:42          |
| 2.               | "Asu e no Namida (明日への涙)"                     | 6:28          |
| 3.               | "Second Flight (Karaoke)"                          | 5:42          |
| 4.               | "Asu e no Namida (Karaoke) (明日への涙 (Karaoke))" | 6:28          |
| Tổng thời lượng: | Tổng thời lượng:                                   | 24:20         |

| Onegai ☆ Twins Image Soundtrack "Soleil" (おねがい☆ツインズイメージサウンドトラック「Soleil」) | Onegai ☆ Twins Image Soundtrack "Soleil" (おねがい☆ツインズイメージサウンドトラック「Soleil」) | Onegai ☆ Twins Image Soundtrack "Soleil" (おねがい☆ツインズイメージサウンドトラック「Soleil」) |
| STT                                                                                            | Nhan đề                                                                                        | Thời lượng                                                                                     |
| ---------------------------------------------------------------------------------------------- | ---------------------------------------------------------------------------------------------- | ---------------------------------------------------------------------------------------------- |
| 1.                                                                                             | "Denen (田園)"                                                                                 | 2:11                                                                                           |
| 2.                                                                                             | "Natsuzora (夏空)"                                                                             | 2:06                                                                                           |
| 3.                                                                                             | "Asa (朝)"                                                                                     | 2:18                                                                                           |
| 4.                                                                                             | "Yuugata (夕方)"                                                                               | 2:14                                                                                           |
| 5.                                                                                             | "Gakkou. Yasumi Jikan (学校・休み時間)"                                                        | 2:02                                                                                           |
| 6.                                                                                             | "Twins A (ツインズA)"                                                                          | 2:05                                                                                           |
| 7.                                                                                             | "Fuan na Kimochi (不安な気持ち)"                                                               | 1:49                                                                                           |
| 8.                                                                                             | "Wasurerarenai (忘れられない)"                                                                 | 2:50                                                                                           |
| 9.                                                                                             | "Yonka no Harmony (予感のハーモニー)"                                                          | 3:32                                                                                           |
| 10.                                                                                            | "I'm home ~ Tadaima (I'm home ～ ただいま)"                                                    | 4:29                                                                                           |
| Tổng thời lượng:                                                                               | Tổng thời lượng:                                                                               | 25:36                                                                                          |

| Onegai ☆ Twins Radio Opening theme "Ikuyo? LUCKY WAVE" (おねがい☆ツインズ ラジオ オープニングテーマ「行くよ? LUCKY WAVE」) | Onegai ☆ Twins Radio Opening theme "Ikuyo? LUCKY WAVE" (おねがい☆ツインズ ラジオ オープニングテーマ「行くよ? LUCKY WAVE」) | Onegai ☆ Twins Radio Opening theme "Ikuyo? LUCKY WAVE" (おねがい☆ツインズ ラジオ オープニングテーマ「行くよ? LUCKY WAVE」) |
| STT | Nhan đề | Thời lượng |
| --- | --- | --- |
| 1. | "Ikuyo? LUCKY WAVE (行くよ？LUCKY WAVE)"                                                                                   | 3:19 |
| 2. | "Magic Night" | 5:22 |
| 3. | "Ikuyo? LUCKY WAVE(off vocal) (行くよ？LUCKY WAVE (off vocal))"                                                            | 3:18 |
| 4. | "Magic Night (off vocal)"                                                                                                  | 5:20 |
| Tổng thời lượng: | Tổng thời lượng: | 17:19 |

| "Onegai ☆ Twins" Image Vocal Album Esquisse (『おねがい☆ツインズ』イメージヴォーカルアルバム Esquisse) | "Onegai ☆ Twins" Image Vocal Album Esquisse (『おねがい☆ツインズ』イメージヴォーカルアルバム Esquisse) | "Onegai ☆ Twins" Image Vocal Album Esquisse (『おねがい☆ツインズ』イメージヴォーカルアルバム Esquisse) |
| STT | Nhan đề                                                                                                | Thời lượng                                                                                             |
| --- | --- | --- |
| 1. | "From This Place"                                                                                      | 5:49                                                                                                   |
| 2. | "Yureru Koe no... (ゆれる声の...)"                                                                     | 5:26                                                                                                   |
| 3. | "Uraraka Smile (うららかsmile)"                                                                        | 4:13                                                                                                   |
| 4. | "Wakaranai Kedo Wakatteru (わからないけどわかってる)"                                                  | 5:19                                                                                                   |
| 5. | "Pure Rain de Tsutaetai (Pure Rainで伝えたい)"                                                         | 3:18                                                                                                   |
| 6. | "Kisu no Meiro (キスの迷路)"                                                                           | 4:09                                                                                                   |
| 7. | "Omoide Ga Hoshikatta (思い出が欲しかった)"                                                            | 5:13                                                                                                   |
| 8. | "Koi ni Oitsukenai (恋に追いつけない)"                                                                 | 4:25                                                                                                   |
| 9. | "Nukegake Shinai de (ぬけがけしないで)"                                                                | 3:53                                                                                                   |
| 10. | "RETRY"                                                                                                | 3:37                                                                                                   |
| 11. | "Hajimari no Sugao (はじまりの笑顔)"                                                                   | 4:24                                                                                                   |
| Tổng thời lượng:                                                                                       | Tổng thời lượng:                                                                                       | 54:05                                                                                                  |

| Onegai ☆ Twins Original Soundtrack Collection "Photograph" (おねがい☆ツインズ オリジナルサウンドトラック集 「Photograph」) | Onegai ☆ Twins Original Soundtrack Collection "Photograph" (おねがい☆ツインズ オリジナルサウンドトラック集 「Photograph」) | Onegai ☆ Twins Original Soundtrack Collection "Photograph" (おねがい☆ツインズ オリジナルサウンドトラック集 「Photograph」) |
| STT | Nhan đề | Thời lượng |
| --- | --- | --- |
| 1. | "Second Flight (TV Size)"                                                                                                  | 1:55 |
| 2. | "Kamishiro Maiku A (神城麻郁A)"                                                                                            | 1:47 |
| 3. | "Kamishiro Maiku B (神城麻郁B)"                                                                                            | 1:46 |
| 4. | "Miyafuji Miina A (宮藤深衣奈A)"                                                                                           | 1:50 |
| 5. | "Miyafuji Miina B (宮藤深衣奈B)"                                                                                           | 1:57 |
| 6. | "Onodera Karen A (小野寺樺恋A)"                                                                                            | 2:17 |
| 7. | "Onodera Karen B (小野寺樺恋B)"                                                                                            | 2:30 |
| 8. | "Morino Ichigo A (森野苺A)"                                                                                                | 2:18 |
| 9. | "Morino Ichigo B Genki (森野苺B 元気)"                                                                                     | 1:57 |
| 10. | "Oride Tsubaki (織部椿)"                                                                                                   | 1:46 |
| 11. | "Shimasaki Kousei (島崎康生)"                                                                                              | 1:29 |
| 12. | "Kazami Mizuho (風見みづほ)"                                                                                               | 2:02 |
| 13. | "Shidou Haruko A (四道晴子A)"                                                                                              | 1:46 |
| 14. | "Shidou Haruko B (四道晴子B)"                                                                                              | 1:51 |
| 15. | "Shidou Matagu A (四道跨A)"                                                                                                | 2:25 |
| 16. | "Shidou Matagu B (四道跨B)"                                                                                                | 1:44 |
| 17. | "Kamishiro Maiku A (Melo Nuki) (神城麻郁A (melo抜き))"                                                                     | 1:47 |
| 18. | "Kamishiro Maiku B (Melo Dake) (神城麻郁B (meloのみ))"                                                                     | 1:41 |
| 19. | "Miyafuji Miina a (Pad Nuki) (宮藤深衣奈A (PAD抜き))"                                                                      | 1:50 |
| 20. | "Miyafuji Miina B (Pad Nuki) (宮藤深衣奈B (PAD抜き))"                                                                      | 1:57 |
| 21. | "Onodera Karen A (Melo Nuki) (小野寺樺恋A (melo抜き))"                                                                     | 2:17 |
| 22. | "Morino Ichigo A (Melo Nuki) (森野苺A (melo抜き))"                                                                         | 2:18 |
| 23. | "Morino Ichigo B (Rhythm Nuki) (森野苺A (リズム抜き))"                                                                     | 2:19 |
| 24. | "Morino Ichigo B (Melo Nuki) (森野苺B (melo抜き))"                                                                         | 1:58 |
| 25. | "Oribe Tsubaki (Melo Nuki) (織部椿 (melo抜き))"                                                                            | 1:46 |
| 26. | "Oribe Tsubaki (Rhythm Nuki) (織部椿(リズム抜き))"                                                                         | 1:46 |
| 27. | "Shimazaki Kousei (Melo Nuki) (島崎康生 (melo抜き))"                                                                       | 1:29 |
| 28. | "Kazami Mizuho (Melo Nuki) (風見みづほ (melo抜き))"                                                                        | 2:02 |
| 29. | "Shidou Haruko B (Clarinet Dake) (四道晴子B (クラリネットだけ))"                                                           | 1:41 |
| 30. | "Shidou Matagu A (Melo Nuki) (四道跨 A (melo抜き))"                                                                        | 2:23 |
| 31. | "Shidou Matagu B (Melo Dake) (四道跨 B (meloだけ))"                                                                        | 1:37 |
| 32. | "Asu He no Namida (TV Size) (明日への涙(TV Size))"                                                                         | 1:23 |
| 33. | "Mizuumi (湖)" | 2:08 |
| 34. | "Den En (田園)" | 2:09 |
| 35. | "Natsu Sora (夏空)" | 2:04 |
| 36. | "Natsu Sora (Organ) (夏空(オルゴール))"                                                                                    | 1:40 |
| 37. | "Natsu Sora (Kanashimi) (夏空(悲しみ))"                                                                                    | 1:55 |
| 38. | "Midori (緑)" | 2:13 |
| 39. | "Asa (朝)" | 2:16 |
| 40. | "Hiru A (昼-A)" | 2:10 |
| 41. | "Hiru B (昼-B)" | 2:36 |
| 42. | "Yokonatsu (常夏)" | 1:33 |
| 43. | "Twins A (ツインズA)" | 2:05 |
| 44. | "Twins B (ツインズB)" | 2:13 |
| 45. | "Twins C Medium (ツインズCミディアム)"                                                                                     | 2:36 |
| 46. | "Kaze (風)" | 2:31 |
| 47. | "Okinawa (沖縄)" | 1:46 |
| 48. | "Gakkou. Yasumi Jikan (学校・休み時間)"                                                                                    | 2:03 |
| 49. | "Yuugata (夕方)" | 2:14 |
| 50. | "Yoru (夜)" | 2:41 |
| 51. | "Ame A (雨-A)" | 1:59 |
| 52. | "Ame B (雨-B)" | 2:32 |
| 53. | "Fuan Na Kimochi (不安な気持ち)"                                                                                           | 1:48 |
| 54. | "Sukoshi Ureshii (少しうれしい)"                                                                                           | 1:54 |
| 55. | "Sukoshi Kanashii (少し悲しい)"                                                                                            | 1:51 |
| 56. | "Wasurerarenai (忘れられない)"                                                                                             | 2:51 |
| 57. | "Nayami (悩み)" | 2:13 |
| 58. | "Omoide (Date) (想い出(デート))"                                                                                           | 2:00 |
| 59. | "Tougekou (登下校)" | 1:43 |
| 60. | "Photograph" | 5:25 |
| Tổng thời lượng: | Tổng thời lượng: | 2:04:43 |